# Twilight Dementia
Twilight Dementia è un album dal vivo della power metal band DragonForce, pubblicato il 13 settembre 2010 in Europa e il 14 in Stati Uniti e Canada.
È composto da 2 dischi, contenenti rispettivamente 7 e 6 canzoni (nell'edizione giapponese ogni disco ha una traccia in più). I brani sono stati registrati in 19 spettacoli nel Regno Unito. A detta del chitarrista Herman Li, l'idea era quella di registrare ogni singolo spettacolo dell'ultima tappa del tour, in modo da poter scegliere il meglio di ogni canzone senza bisogno di fare qualsiasi sovraincisione in studio, mantenendo il tutto molto "live".

## Tracce

### Disco 1
1. Heroes of Our Time (Sam Totman, Herman Li) – 7:47
2. Operation Ground and Pound (Totman, ZP Theart) – 8:38
3. Reasons to Live (Totman, Li, Vadym Pružanov, Frédéric Leclercq) – 6:32
4. Fury of the Storm (Totman, Li) – 6:49
5. Fields of Despair (Totman, Li) – 5:56
6. Starfire (Totman, Theart) – 6:10
7. Soldiers of the Wasteland (Theart, Totman) – 10:21

Bonus track per il Giappone
1. Disciples of Babylon (Theart, Li) – 3:57

### Disco 2
1. My Spirit Will Go On (Totman, Theart, Li) – 8:02
2. Where Dragons Rule (Steve Williams, Theart, Totman) – 5:57
3. The Last Journey Home (Totman, Theart, Li) – 8:43
4. Valley of the Damned (Totman, Theart, Li) – 8:13
5. Strike of the Ninja (Totman, Theart) – 4:24
6. Through the Fire and Flames (Totman, Theart, Li) – 8:24

Bonus track per il Giappone
1. Black Fire (Totman, Theart) – 6:11

## Formazione
- ZP Theart – voce
- Herman Li – chitarra, cori
- Sam Totman – chitarra, cori
- Vadym Pružanov – pianoforte, tastiere, theremin, cori
- Frédéric Leclercq – basso, cori
- Dave Mackintosh – batteria, cori